# 阿麗雅賭場酒店
亞利亞賭場酒店（Aria Resort and Casino）是一座位於美國內華達州拉斯維加斯賭城大道上的豪華度假村和賭場，屬於城中城（CityCenter）開發案的一部份。其建築由兩棟曲面造型的鋼骨玻璃帷幕摩天大樓組成。酒店在2009年12月16日開幕，由美高梅國際酒店集團和杜拜世界共同出資建造。亞利亞是城中城內最高最大的建築，其樓高達600英尺（180），佔地4,000,000平方英尺（370,000平方）。
亞利亞兩棟分別為61層和51層的大樓內有4,004間客房和套房、16間餐廳、10間酒吧和夜總會，以及面積達150,000平方英尺（14,000平方）的賭場。其酒店部分獲得美國汽車協會（AAA）的五顆鑽石評等。此外酒店內另有215,000平方英尺（20,000平方）的泳池區域，包含50間池畔休憩亭、80,000平方英尺（7,400平方）的沙龍和水療空間、300,000平方英尺（28,000平方）的會議中心，以及一座1,800個座位的劇院，作為太陽劇團的節目《Zarkana》演出使用, 此節目於2016年四月結束
亞利亞在建築與室內設計上使用了許多綠色科技，降低了營運所需的能源消耗。亞利亞獲得領先能源與環境設計（LEED）的金色認證，是全世界獲得該認證的飯店中面積最大的建築。
酒店的客房中配有能自動開閉的窗簾，無人使用的燈具和電器產品會自動關閉，當住客離開後客房的溫度也會自動控制在一定的範圍內。美國《大眾機械雜誌》（Popular Mechanics）認為亞利亞可能是「史上最高科技的飯店」。

## 資料來源
1. 1 2  Powers, Ashley. . Los Angeles Times. December 21, 2009: a–15.
2. ↑  Ogle, Trent. . Las Vegas Sun. 2009-12-18  [2010-12-14]. （原始内容存档于2021-04-10）.
3. ↑  Lewinski, John Scott. . Popular Mechanics. 2010-04-21  [2010-12-14]. （原始内容存档于2014-02-25）.

## 外部連結
- 亞利亞官方網站